# Аурбода
Аурбода — в скандинавській міфології велетка, мати Герд і Белі, дружина Гюміра, відьма Східних Гір. В деяких сагах її плутають з Анґрбодою через схожість імені. У результаті в переказах знаходимо різні версії про Аурбоду, зокрема такі:
А) дружина Гюміра, мати Герд і Белі;
Б) дружина Локі і мати монстрів;
В) посланець Фрея;
Г) та, що принесла магію в Асгард;
Ґ) спалена на вогнищі тричі, доля якої також призначена богині Гулльвейг;
Д) почала війну між Асами і Ванами.
Аурбода також вважається однією з наймичок Менгльод. Іноді вона працює в Гастропнірі під наглядом йотунської богині зцілення.

## Пісня про Гюдлю
Строфа 30, рядки 5-8:
 "Фрей володів Герд, вона була дочкою Гіміра з раси гігантів і Аурбоди." 

## Видіння Гюльві
У "Видінні Гюльві" Сноррі Стурлусон повторює цю інформацію.

## Fjölsvinnsmál

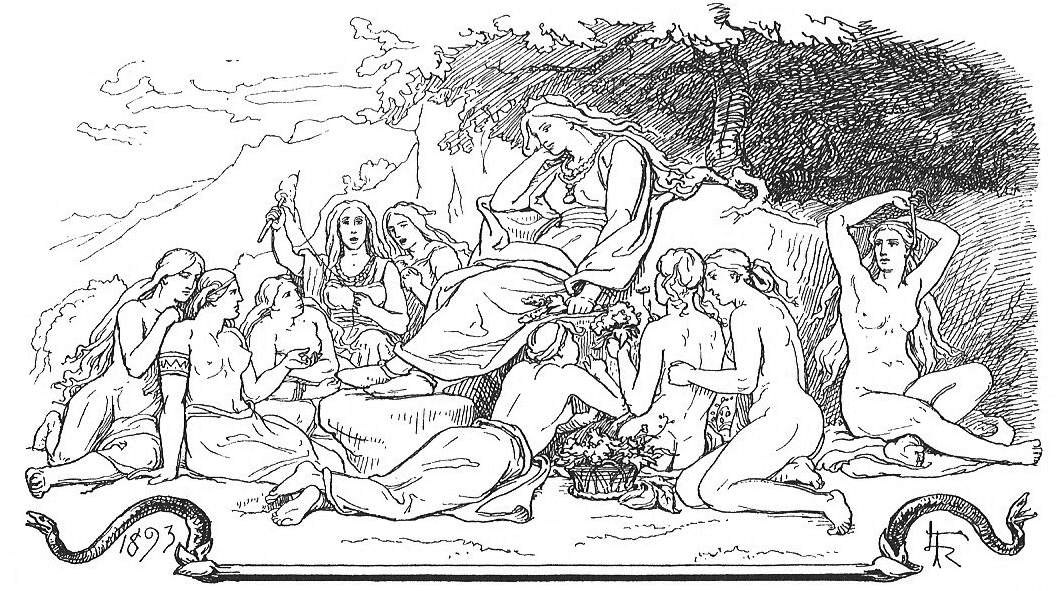
"Менгльод і дев'ять дів" - автор L. Froelich

Тут також згадується Аурбода. Вона з'являється у списку дев'яти дів, які сидять на колінах Менгльод.